# 실비아 히네르
실비아 히네르 베르가라(스페인어: Silvia Giner Vergara, 1980년 12월 31일 ~ )는 스페인의 배우이다.